# Etanol de carvão
Etanol do carvão é o etanol produzido usando carvão como fonte de carbono. A bactéria anaeróbica Clostridium ljungdahlii produz etanol e ácido acético do CO, CO2 e H2 a partir do gás de síntese. Estudos anteriores com C. ljungdahlii mostraram que concentrações relativamente altas de etanol foram produzidas. Este processo envolve três etapas principais:
1. Gaseificação: a gasificação térmica a temperaturas de até 1.200 °C, numa atmosfera com uma pequena quantidade de oxigênio, transforma materiais orgânicos em gases CO, CO2 e H2 simples.
2. Fermentação: o acetogênico C. ljungdahlii converte o monóxido de carbono em etanol.
3. Destilação: o etanol é separado do hidrogênio e da água.

A primeira usina para fabricação de etanol de carvão foi criada na China em 2017, com capacidade inicial de produção de 100.000 toneladas métricas, e com uma projeção de uma capacidade dez vezes maior para 2020.